# Paul Kossoff

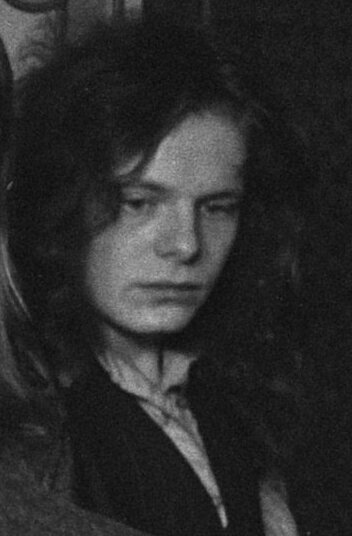
Paul Kossoff, 1970

Paul Francis Kossoff (* 14. September 1950 in London; † 19. März 1976 in Los Angeles) war ein englischer Rock- und Blues-Gitarrist. Er wurde als Gitarrist der englischen Rockgruppe Free bekannt, die mit All Right Now 1970 ihren größten Singlehit hatte. Er war der Sohn des britischen Charakterdarstellers David Kossoff.

## Biographie

### Anfangsjahre
Mitte der 1960er Jahre gründete er gemeinsam mit dem späteren Free-Drummer Simon Kirke die Gruppe Black Cat Bones, benannt nach einem Zitat aus dem Muddy-Waters-Blues Hoochie Coochie Man. Im Frühjahr 1968 stießen sie zur Tourneeband des Bluesinterpreten Champion Jack Dupree. An dessen 1969er Album When You Feel The Feeling You Was Feeling waren dann beide beteiligt. Hierdurch lernte Kossoff den englischen Bluesmusiker Alexis Korner kennen, der ihn wiederum mit dem Bassisten Andy Fraser und dem Sänger Paul Rodgers zusammenführte. Daraus entstand schließlich die Gruppe Free, der er bis 1972 als festes Mitglied angehörte und auf deren Abschiedsalbum Heartbreaker er noch als Gastmusiker mitwirkte. Als die Band sich 1971 zeitweise trennte, nahm er mit Free-Drummer Simon Kirke, dem amerikanischen Keyboarder und Sänger John Bundrick sowie dem japanischen Bassisten Tetsu Yamauchi das Album Kossoff, Kirke, Tetsu and Rabbit auf.

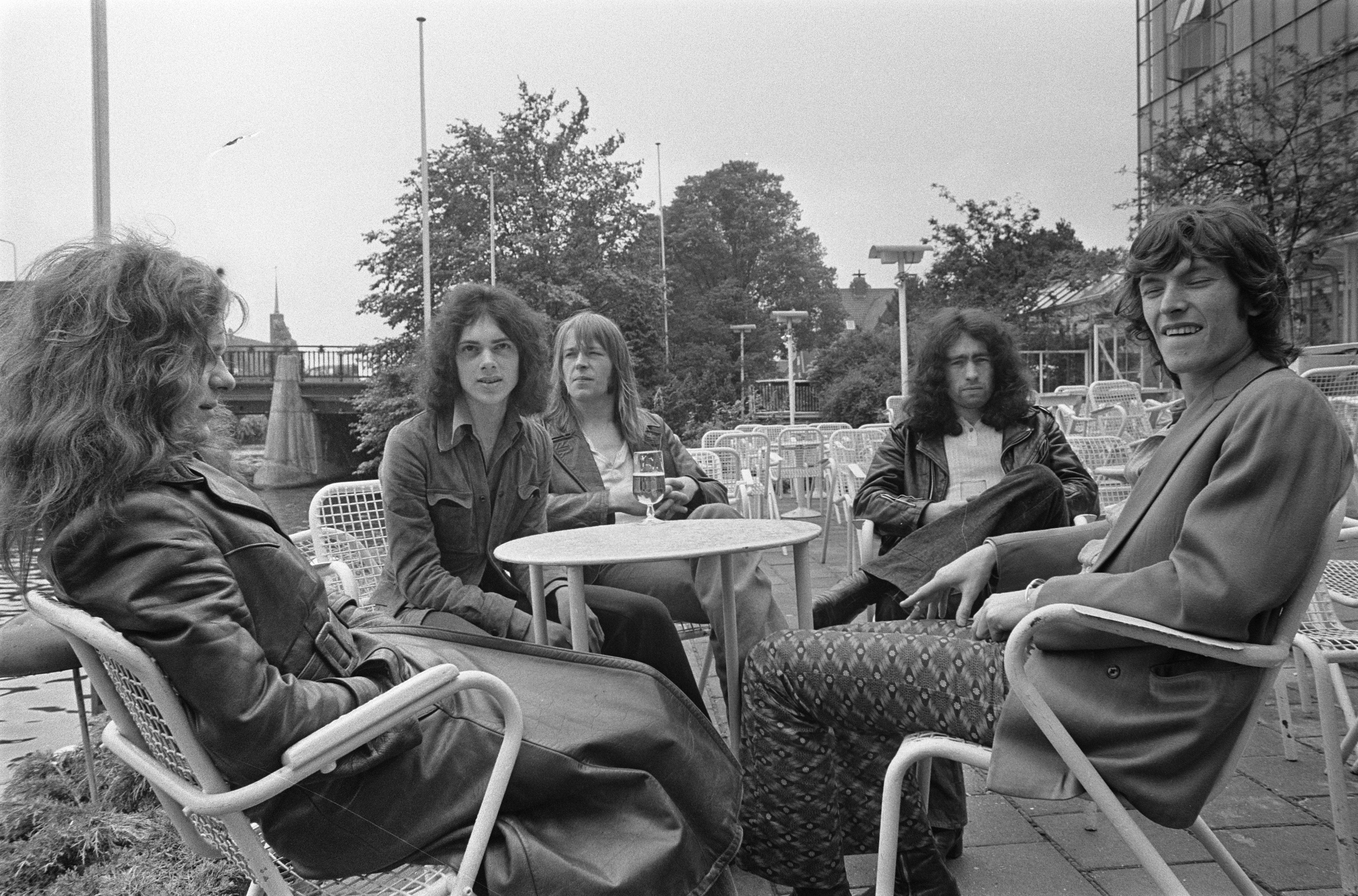
Free in Amsterdam (1970). V. l. n. r.: Paul Kossoff, Andy Fraser, Simon Kirke, Paul Rodgers & Steve Winwood

### Nach Free
1973 nahm Kossoff seine erste Solo-LP Back Street Crawler auf. Das Album war in sich stilistisch und personell etwas uneinheitlich aufgebaut. Anstelle einer festen Begleitband arbeitete er mit verschiedenen Sessionmusikern wie etwa dem gelegentlichen Free-Sideman John „Rabbit“ Bundrick (Keyboard), dem Yes-Schlagzeuger Alan White sowie dem Bassisten Clive Chaman. Die überwiegend instrumental gehaltenen Stücke bestehen zumeist aus einfachen Riffs und Hooklines, über die Kossoff ausschweifende Improvisationen aufbaut. Bemerkenswert ist die Mitwirkung des Folkjazz-Gitarristen John Martyn auf dem gemeinsam komponierten Time Away: über die elektronisch verfremdete Akustikgitarre Martyns baut Kossoff expressive langgezogene Melodielinien auf. Lediglich der Song Molten Gold ist ein Song im eigentlichen Sinne. Hierfür führte Kossoff noch einmal die komplette Free-Besetzung zusammen. Basierend auf dem Titel seines Debütalbums formierte er kurz darauf mit Keyboarder Mike Montgomery, Bassist Terry Wilson, Sänger Terry Wilson-Slesser und Drummer Tony Braunagel (zuvor Studiomusiker bei John Martyn) die Band Back Street Crawler.
Kossoffs angegriffene Gesundheit war in den letzten Jahren seines Lebens stark von seiner Drogenabhängigkeit (Mandrax) gezeichnet. Er starb 1976 im Alter von 25 Jahren auf einem Flug von Los Angeles nach New York aufgrund von Herzproblemen, die seine Drogensucht verursacht hatte. Er wurde im Golders Green Crematorium in London eingeäschert, wo sich auch seine Asche befindet. Seinem Sohn zu Ehren gründete sein Vater David Kossoff die Paul-Kossoff-Foundation, mit der er die Drogenproblematik aktiv bekämpfte.
Ein Tribut an den verstorbenen Kossoff gab es am 24. März 1976 in Santa Monica. The Sweet befanden sich auf einer US-Tournee, bei der Back Street Crawler ursprünglich als Support auftreten sollten. Sie spielten gemeinsam mit Ritchie Blackmore, der sich im Publikum befunden hatte, zu Ehren von Kossoff den Free-Song All Right Now.

## Wirken als Gitarrist

### Spielweise
Kossoffs Spielweise war eng verwandt mit dem frühen Eric Clapton. Im Gegensatz zu vergleichbaren Gitarristen im Feld des englischen Bluesrocks der späten sechziger Jahre verzichtete Kossoff auf überlange und auf reine Virtuositätsdemonstration angelegte Soloeinlagen. Sein melodischer, atmosphärischer und lyrischer Gitarrenstil zeichnet sich zumindest im Kontext von Free durch eine songdienliche Spielweise aus, die oft mit wenigen Noten die Grundstimmung eines Songs umreißt. Eine besondere Spezialität ist sein gefühlvolles Vibrato, das seinen Gitarrensoli eine nahezu gesangliche Ausdrucksstärke verleiht.

### Instrumente
Paul Kossoffs Hauptinstrument war anfänglich eine aus dem Jahr 1960 stammende Gibson Les Paul Standard mit „Flametop“-Maserung. Auch andere „Bursts“ von 1958 und 1959 kamen zum Einsatz.
Später spielte er auch Les Paul Deluxes (mit Mini-„Humbucker“-Tonabnehmern), eine Les Paul Custom, sowie eine ES 335 von Gibson. In Verbindung mit den zeitgenössischen Marshall Plexi Verstärkern machte dies seinen typischen, bluesigen und sustainreichen Gitarrensound aus. Es handelt sich bei diesen Marshalls im Grunde genommen um „Clean“-Verstärker, die erst bei sehr hoher Lautstärke anfangen zu verzerren. Es fällt auf, dass Kossoff auf alten Videomitschnitten von Auftritten häufig mit Bass-Cabinets unter den Topteilen zu sehen ist.
Auch Orange Matamps kamen des Öfteren zum Einsatz.
Er benutzte auch Fender Stratocaster Gitarren (von denen eine auch auf dem Cover seines ersten Soloalbums abgebildet ist), u. a. zu hören im Lied The Stealer oder auf dem gesamten Kossoff, Kirke, Tetsu and Rabbit-Album.

## Diskografie

### Solo
- 1973: Back Street Crawler
- 1977: Koss (DoLP)
- 1982: Koss, Rare Studioaufnahmen mit Free und 4 Live Tracks
- 1982: Leaves in the Wind (postum veröffentlichte Studio- und Live-Aufnahmen mit Musikern von Back Street Crawler unter Kossoffs Namen)
- 1983: Live At Croydon Fairfield Halls 15/6/75, (postum veröffentlichtes Live-Album)

### Paul Kossoff with Black Cat Bones
- 2008: Paul’s Blues (postum veröffentlichte Aufnahmen)

### Back Street Crawler
- 1975: The Band Plays On
- 1976: 2nd Street

### Gastbeiträge
- 1969: Fiends and Angels von Martha Veléz
- 1971: Bring It Back Home von Mike Vernon
- 1971: Gately's Cafe von Michael Gately
- 1972: Old Hat von Uncle Dog
- 1972: Oh How We Danced von Jim Capaldi
- 1974: Mulgrave Street von Amazing Blondel